# Antodice exilis
Antodice exilis är en skalbaggsart som beskrevs av Chemsak och Noguera 1993. Antodice exilis ingår i släktet Antodice och familjen långhorningar. Inga underarter finns listade i Catalogue of Life.